# Нэш, Анна Лорель
Анна Лорель Нэш (швед. Anna Rosalie Eleonora Laurell Nash; 12 февраля 1980) — шведская боксёрша, двукратная чемпионка мира, трёхкратная чемпионка Европы, серебряный призёр Европейских игр. Участница летних Олимпийских игр 2012 и 2016 годов.

## Биография
Анна Лорель выросла в Лунде в большой семье. Завершила обучение в средней школе и начала изучать математику в Лундском университете в возрасте, но вскоре изменила направление и стала заниматься химией. В 1997 году она начала проводить тренировки по боксу в боксерском клубе в Лунде, сначала только для физического развития. Однако очень быстро увлечение переросло в сложный процесс становления спортсменки. У неё отличная ведущая левая рука. В 1998 году она провела свой первый бой.
В 1999 году она впервые приняла участие в чемпионате Швеции среди женщин и выиграла чемпионат Швеции в весовой категории до 75 кг. В том же году она приняла участие в международном и дебютном для себя турнире в Финляндии. В 2001 году Анна выступила на чемпионате Европы в Сент-Аман-лез-О в 2001 году, на котором она завоевала серебряную медаль. В конце 2001 года в США, на чемпионате мира, она стала победителем в своей весовой категории.
В 2002 году Анна Лорель начала обучение на врача-онколога в Лундском университете и ей пришлось немного ограничить свои тренировки. В 2003 году она выступила на чемпионате Европы в Венгрии и заняла итоговое третье место, получив бронзу. Через год на континентальном турнире она отпраздновала победу, став чемпионкой Европы.
В 2005 году шведская спортсменка сумела вновь победить и на чемпионате мира, став двукратной чемпионкой и на чемпионате Европы.
В 2006 году она снова стала чемпионкой Швеции, где в финальном бою превзошла свою соперницу Каролину Перссон. Однако вскоре после этого заболела и не смогла участвовать в дальнейших соревнованиях 2006 года. В 2007 году победила на чемпионате Европы в Дании, где обыграла своих соперниц Марию Яворскую (13:3) и Ольгу Новикову (20:6) по очкам.
На чемпионате мира 2008 года в Нинбо дошла до финала, где уступила молодой китаянке Ли Цзиньцзы. В 2010 году на чемпионате мира на острове Барбадос проиграла в 1/8 финала и заняла только 9-е место. Чемпионат Европы 2011 года также закончился для Анны досрочно - в четвертьфинале она проиграла будущей чемпионки Надежде Торлоповой из России.
На летние Олимпийские игры 2012 года в состав национальной команды Швеции она не смогла попасть, однако была приглашена для участия в играх как заслуженный боец всемирной ассоциацией AIBA. На играх она уступила в четвертьфинале американской спортсменке Кларессе Шилдс.
В 2013 году Лорель не участвовала в соревнованиях. В 2015 году выиграла чемпионат Северной Европы, и приняла участие в I Европейских играх, которые проходили в Баку. Удачное выступление на этом турнире принесло в её копилку серебряную медаль.
В олимпийском 2016 году Лорель одержала победы в европейских квалификационных олимпийских турнирах и приняла участие в летних Олимпийских играх 2016 года в Рио-де-Жанейро. уже в первом раунде она уступила британской спортсменке Саванне Маршалл.
Завершив спортивную карьеру, Анна Лорель работает научным сотрудником в Лундском университете. Является послом женского бокса Всемирной ассоциацией боксеров-любителей AIBA.